# Nyctemera enganica
Nyctemera enganica är en fjärilsart som beskrevs av Walter Karl Johann Roepke 1957. Nyctemera enganica ingår i släktet Nyctemera och familjen björnspinnare. Inga underarter finns listade i Catalogue of Life.